# Zarià (Baixkíria)
|  | Per a altres significats, vegeu «Zarià». |

Zarià (en rus: Заря) és un poble de Baixkíria, a Rússia, que en el cens del 2010 tenia 294 habitants. Pertany al districte d'Arkhànguelskoie.